# 7413 Galibina
7413 Galibina eller 1990 SH28 är en asteroid i huvudbältet som upptäcktes den 24 september 1990 av den rysk-sovjetiska astronomen Galina Kastel och den rysk-sovjetiska och ukrainska astronomen Ljudmila Zjuravljova vid Krims astrofysiska observatorium på Krim. Den är uppkallad efter den sovjetisk-ryska astronomen och matematikern Irina Galibina.
Asteroiden har en diameter på ungefär tolv kilometer.